# Gauthier Chapelle
Gauthier Chapelle, né en 1968 en Belgique, est un ingénieur agronome et docteur en biologie, conférencier et auteur d'ouvrages relatifs aux questions de transition écologique, de collapsologie et de résilience collective. Il est porte-parole et pionnier du concept de biomimétisme en Europe.

## Biographie

### Enfance et formation
Gauthier Chapelle naît en 1968 en Belgique,. Il grandit en partie sur les côtes de Bretagne où naît sa vocation de naturaliste,.
Sa mère est ornithologue.
Il est diplômé de l’UCLouvain. Il devient ingénieur agronome en 1991 et docteur en biologie en 2001,.

### Carrière
Pendant la réalisation de sa thèse en biologie Antarctique, il découvre les effets du changement climatique. Il décide alors d'agir. En 1996, il est collaborateur scientifique à l’Institut Royal des Sciences Naturelles de Belgique,. À partir de 2002, pendant cinq années, il sensibilise à l'environnement à la Fondation Polaire Internationale,,.
Puis, à la suite d’un séminaire avec Janine Benyus, scientifique américaine auteure du premier livre sur le thème, il rejoint le mouvement du biomimétisme. Il se forme dès 2003 et fonde en 2006 l’association Biomimicry-Europa, dans le but de promouvoir le concept en Europe, puis le bureau d’études Greenloop en 2007 afin d'accompagner les entreprises et collectivités,,. Il rejoint également le mouvement des collapsologues à sa création.
Parallèlement, il est conférencier, animateur au sein de l’association belge Terr’Eveille et auteur ou co-auteur de publications scientifiques.
En 2015, il publie ainsi avec Michèle Decouste Le vivant comme modèle : pour un biomimétisme radical,. « C’est un changement de regard que propose Gauthier Chapelle : la nature n’est plus une source inépuisable de matières premières, elle est une source inépuisable de connaissances. » indique Nicolas Hulot dans sa préface.
En 2017, reprenant et actualisant les thèses de Pierre Kropotkine dans L'Entraide, un facteur de l'évolution, Gauthier Chapelle co-écrit avec Pablo Servigne L’Entraide, l’autre loi de la jungle,,. Le livre obtient le Prix du Livre Environnement 2018.
En 2018, avec Pablo Servigne et Raphaël Stevens, il publie Une autre fin du monde est possible : vivre l’effondrement (et pas seulement y survivre),.
En 2022, il coécrit avec Pablo Servigne L'Effondrement (et après) expliqué à nos enfants... et à nos parents paru aux éditions du Seuil,.

### Vie privée
Il a quatre enfants, âgés en avril 2023 de 25, 23, 5 ans et 10 mois. ll est père au foyer à mi-temps. Il crée en 2021 avec six autres parents une école dans les bois qui accueille des enfants de maternelle et primaire,,.

## Publications
- Gauthier Chapelle et Michèle Decouste, Le vivant comme modèle, 2015
- Pablo Servigne et Gauthier Chapelle, L'entraide : l'autre loi de la jungle, Paris, Les Liens qui libèrent, 2017, 224 p. (ISBN 979-10-209-0440-9)
  - Édition de poche en 2019  (ISBN 9791020907004).
- Pablo Servigne, Raphaël Stevens et Gauthier Chapelle, Une autre fin du monde est possible : vivre l'effondrement (et pas seulement y survivre), Paris, Seuil, coll. « Anthropocène », 2018, 327 p. (ISBN 978-2-02-133258-2).
- Retour sur Terre : 35 propositions (ouvrage collectif: Dominique Bourg, Johann Chapoutot, Gauthier Chapelle, Philippe Desbrosses, Xavier Ricard Lanata, Pablo Servigne, Sophie Swaton), juin 2020, PUF[18]
- Pablo Servigne et Gauthier Chapelle : L'Effondrement (et après) expliqué à nos enfants... et à nos parents, Seuil, Septembre 2022. (ISBN 978-2-02-146648-5).